# Haarlemmermeer
Haarlemmermeer ist eine Gemeinde in der niederländischen Provinz Nordholland mit 165.220 Einwohnern (Stand 1. Januar 2025) und war vor der Trockenlegung der Name einer riesigen Wasserfläche.

## Geografie
Die Gemeinde liegt etwas südöstlich von Haarlem und südwestlich von Amsterdam. Sie umfasst die Fläche des von 1848 bis 1852 trockengelegten Sees gleichen Namens. Von ihm war eine Überflutungsgefahr für Amsterdam und Haarlem ausgegangen. 
Das zur Trockenlegung benutzte Pumpwerk Cruquius bildet heute einen Ankerpunkt der Europäischen Route der Industriekultur (ERIH) und ist als Museumsanlage zu besichtigen.
Haarlemmermeer besteht aus mehreren Orten, deren größter Hoofddorp ist.

## Wirtschaft und Entwicklung
Im Ort Hoofddorp liegt auch das wirtschaftliche, amtliche und kulturelle Zentrum der Gemeinde. Von Bedeutung ist auch Nieuw-Vennep. Beide Orte haben einen Bahnhof an der Eisenbahnstrecke Weesp–Leiden.
Zur Gemeinde gehört auch Amsterdam Airport Schiphol, der internationale Flughafen von Amsterdam. Durch den Flughafen haben sich viele Transport-, Logistik- und andere Unternehmen in der Gemeinde angesiedelt. Schattenseite davon ist, dass Kriminalität und Terrorismus für die Gemeinde ein erhöhtes Risiko darstellen. So gab es 2005 einen Brand in einem als Gefängnis dienenden hölzernen Notgebäude beim Flughafen Schiphol, dabei kamen elf Menschen ums Leben. Darauf gab es einen Streit zwischen der Gemeinde und der Regierung, ob der Komplex endgültig geschlossen werden sollte. Im Dezember 2005 setzte die Regierung durch, dass die Anstalt vorläufig offen bleibt. Ein Gebäude nahe dem Flughafen, wo Drogenschmuggler, illegale Personen und andere in vorläufiger Haft festgehalten werden können, sei für die nationale Sicherheit unentbehrlich.
2002 fand in Haarlemmermeer die Internationale Gartenschau Floriade statt. Ein Teil dieses Geländes, insbesondere um die markante Graspyramide, wird alljährlich vom Musikfestival Mystery Land genutzt.

## Geschichte

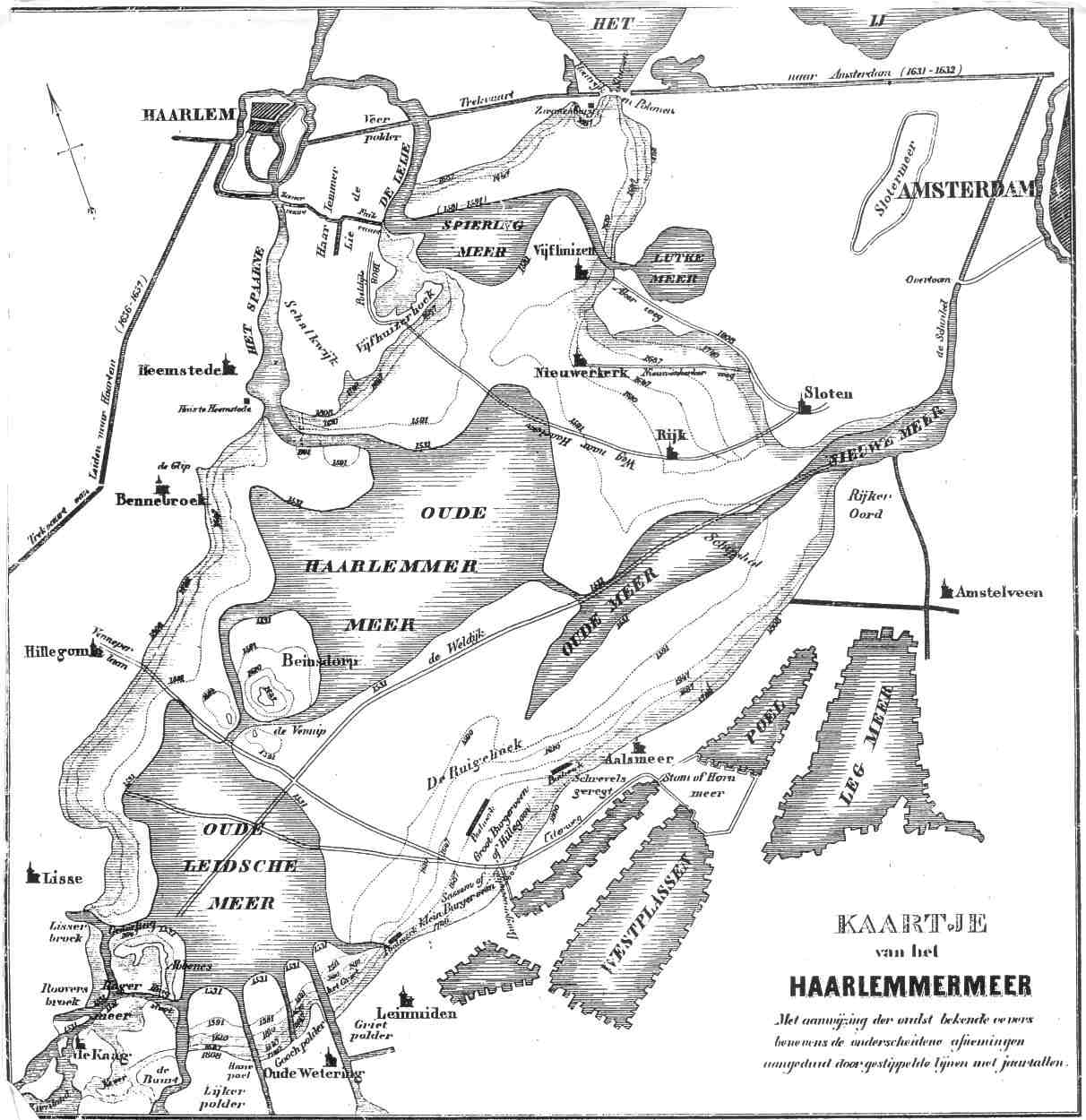
Karte von der Entwicklung des Haarlemmermeer

Haarlemmermeer ist ein Polder im Südwesten von Amsterdam. Im Mittelalter lagen dort vier Seen: das Spieringmeer im Norden, das Oude Meer im Osten, das (alte) Haarlemmermeer in der Mitte und das Leidsemeer im Süden. Wegen schlechter Deiche und des Torfabbaus verschwand immer mehr Land, die Seen wuchsen um 1500 zusammen und bildeten das (neue) Haarlemmermeer, den größten See der Niederlande mit einer Fläche von 17.000 Hektar. Auch die drei Dörfer Nieuwerkerk, Rijk und Vijfhuizen gingen verloren. Wegen seiner Unberechenbarkeit bekam der See den Beinamen Wasserwolf.
Schon im 17. Jahrhundert wurden, unter anderem von Jan Adriaanszoon Leeghwater, Pläne gemacht, das Haarlemmermeer trockenzulegen. Dazu sollten 200 Windpumpen nötig sein. Angesichts der hohen Kosten und der Bedürfnisse von Schifffahrt und Fischerei kam es nicht zur Trockenlegung.
1836 hatten zwei gewaltige Stürme das Wasser bis vor die Tore von Amsterdam und Leiden getrieben. Danach beschloss König Wilhelm I. der Niederlande, das Haarlemmermeer trockenzulegen. Mit Beschluss vom 1. August 1837 wurde eine Kommission damit beauftragt, Pläne zu entwerfen. Deren Umsetzung kam aber erst 1839 in Gang, nachdem Amsterdam und Leiden wieder mit Überschwemmungen zu kämpfen hatten.

## Trockenlegung

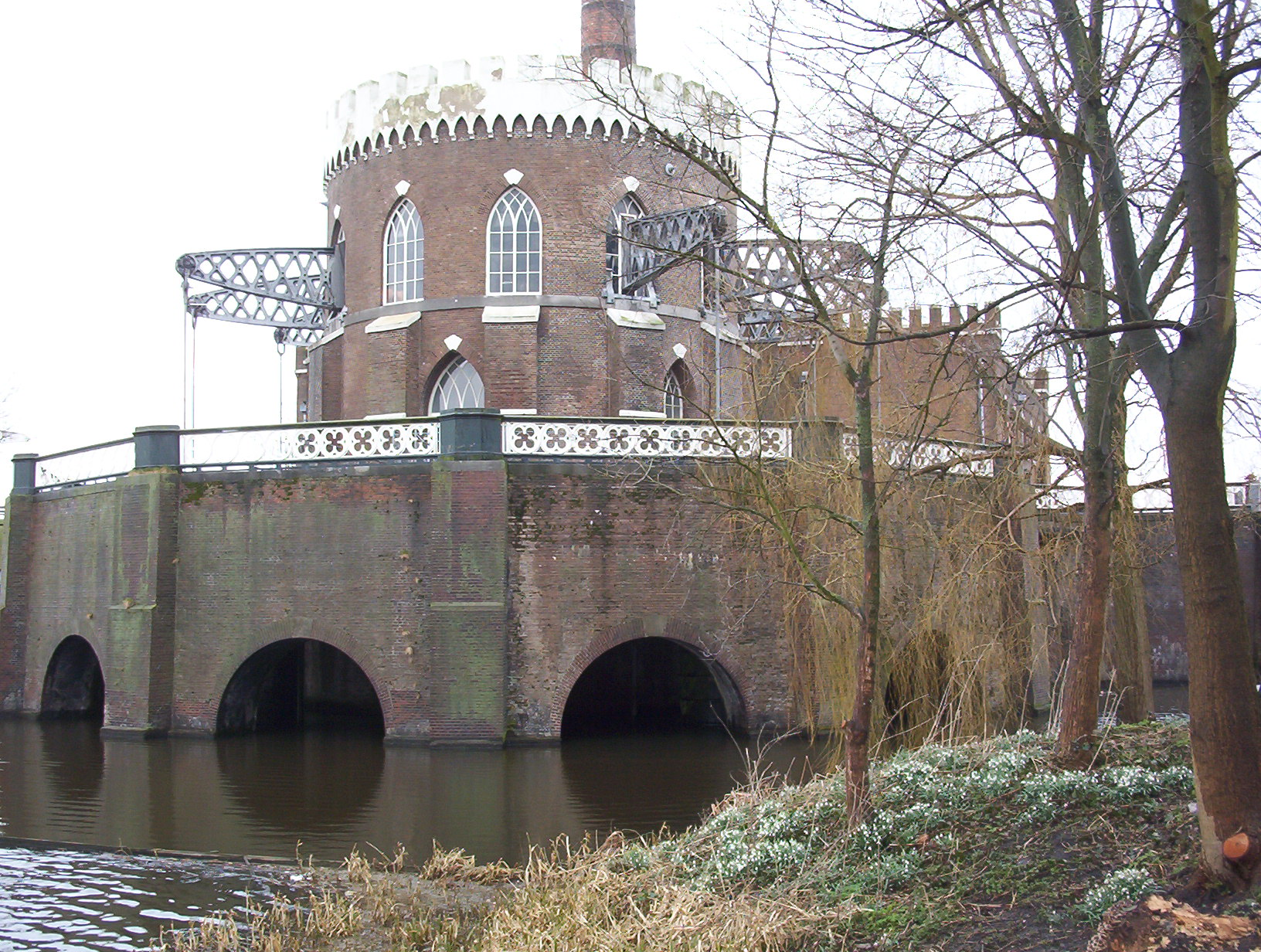
Pumpwerk De Cruquius

Im Mai 1840 machte der Junker Van der Poll bei Hillegom den ersten Spatenstich für den Ringkanal und den Deichbau. Nach acht Jahren war der Ringdeich mit einer Länge von 59,50 Kilometern und 0,50 bis 1,70 m Höhe geschlossen. Inzwischen hatte man beschlossen, den See mithilfe von Dampfmaschinen trockenzulegen. 1845 wurde dafür ein Versuchspumpwerk erbaut, das Schöpfwerk Leeghwater. Im Jahr 1849 gingen zwei weitere Schöpfwerke in Betrieb, die Werke Cruquius und Lynden. Am 1. Juli 1852 war das Haarlemmermeer trocken. Die 20 Kilometer lange Hoofdvaart (Kanal) verbindet Lijnden im Norden mit Leeghwater im Süden des Polders. Das Schöpfwerk Cruquius bei Heemstede wurde 1931 außer Betrieb genommen und ist seitdem ein Museum. In der Nähe von Aalsmeer wurde ein neues Schöpfwerk, De Bolstra, gebaut. Es dauerte noch bis 1855, bis aus Haarlemmermeer eine Gemeinde wurde.

## Bilder

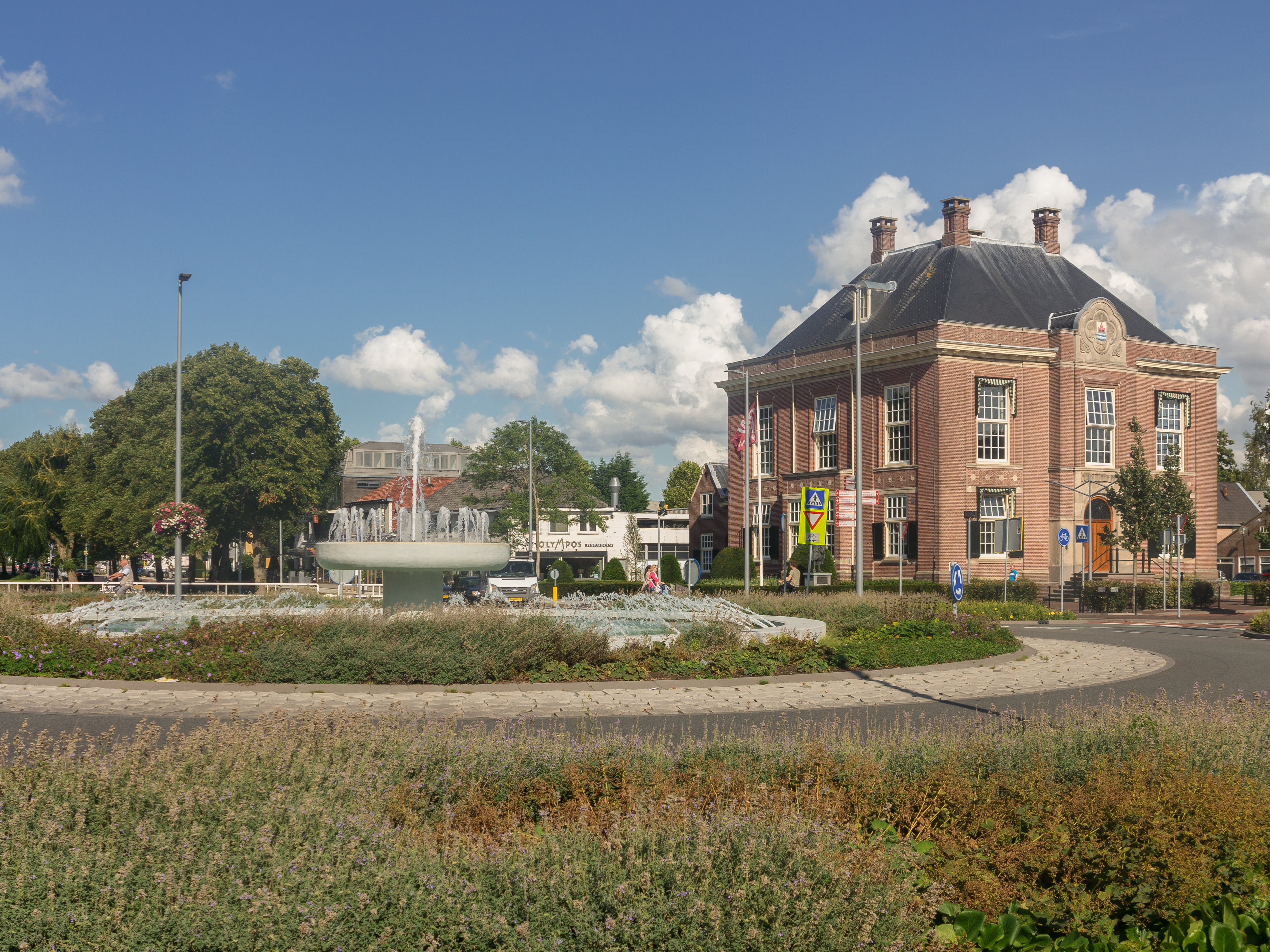
Hoofddorp. Gebäude für den Wasserverband
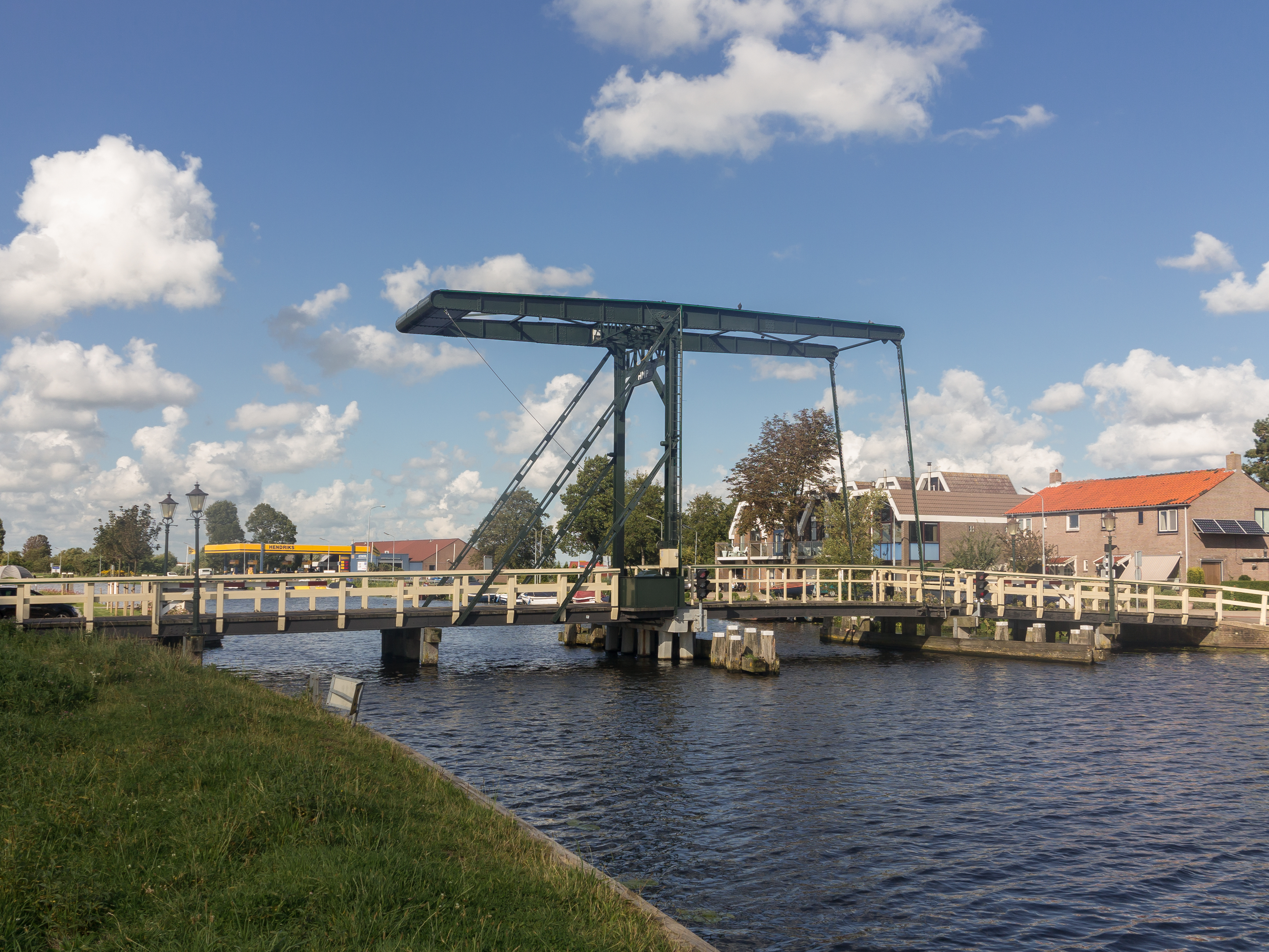
Vijfhuizen, Brücke: die Vijfhuizerbrug
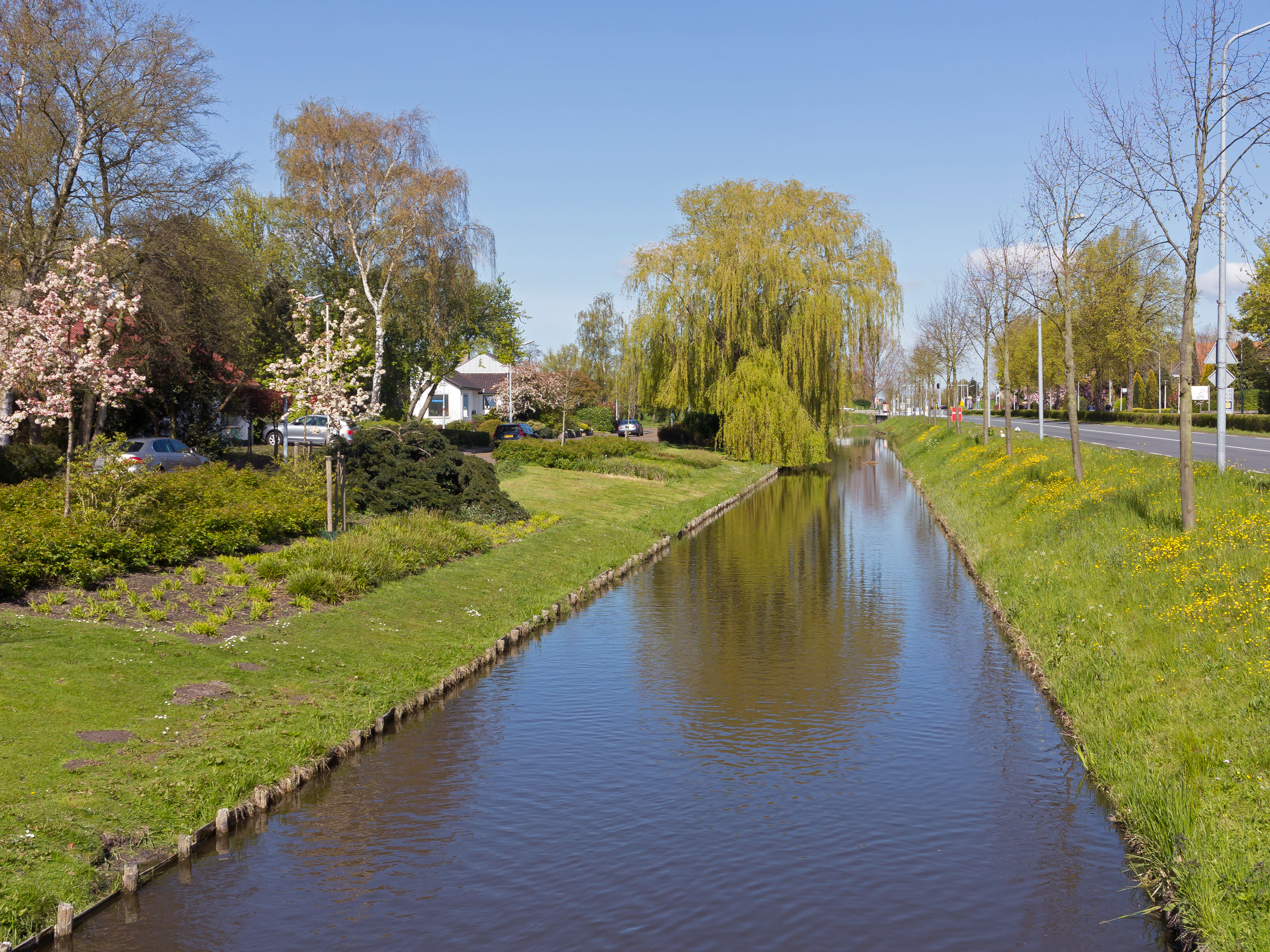
Hoofddorp, Kanal bei Ter Veenlaan
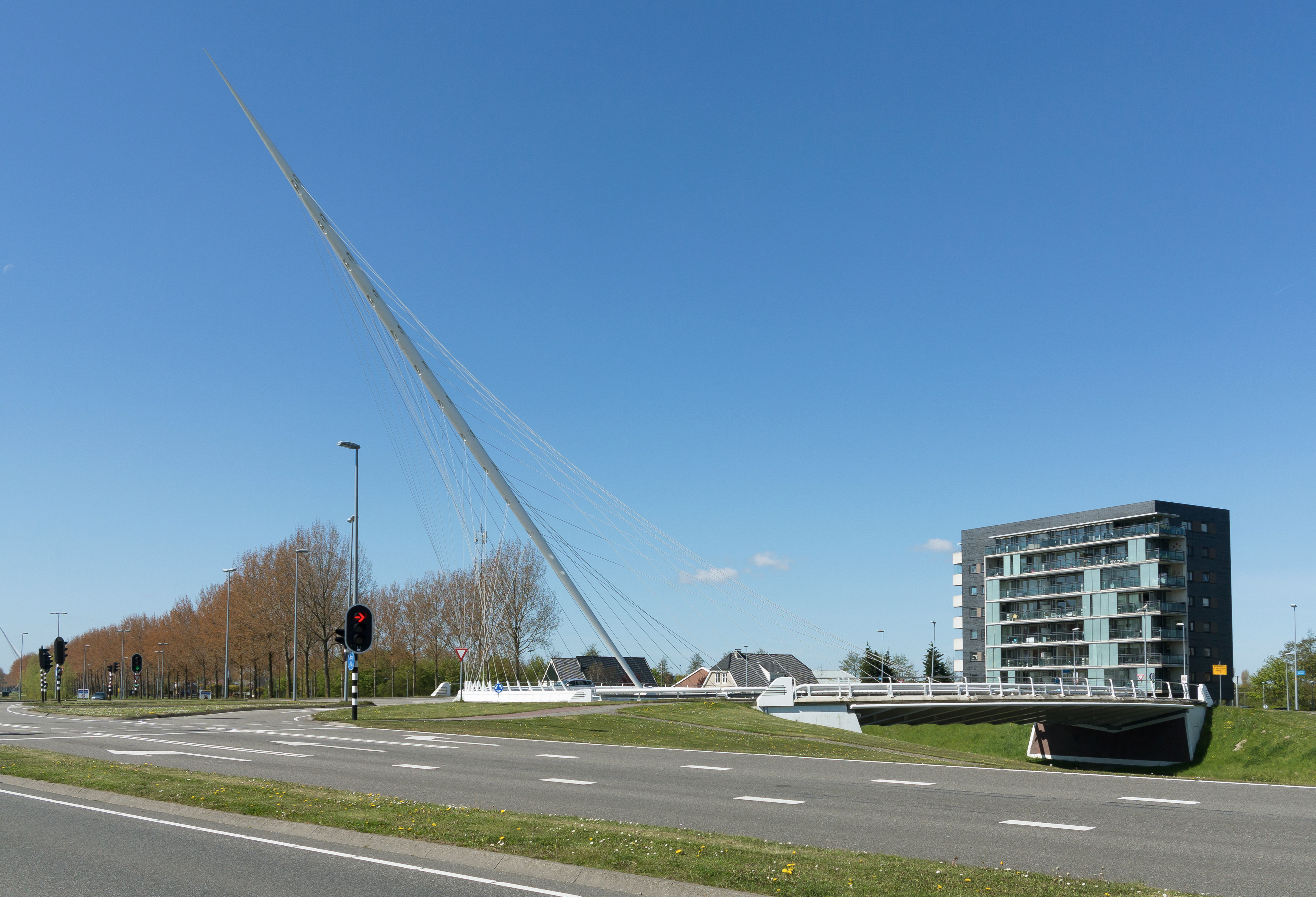
Hoofddorp, Brücke: Calatravabrug de Luit
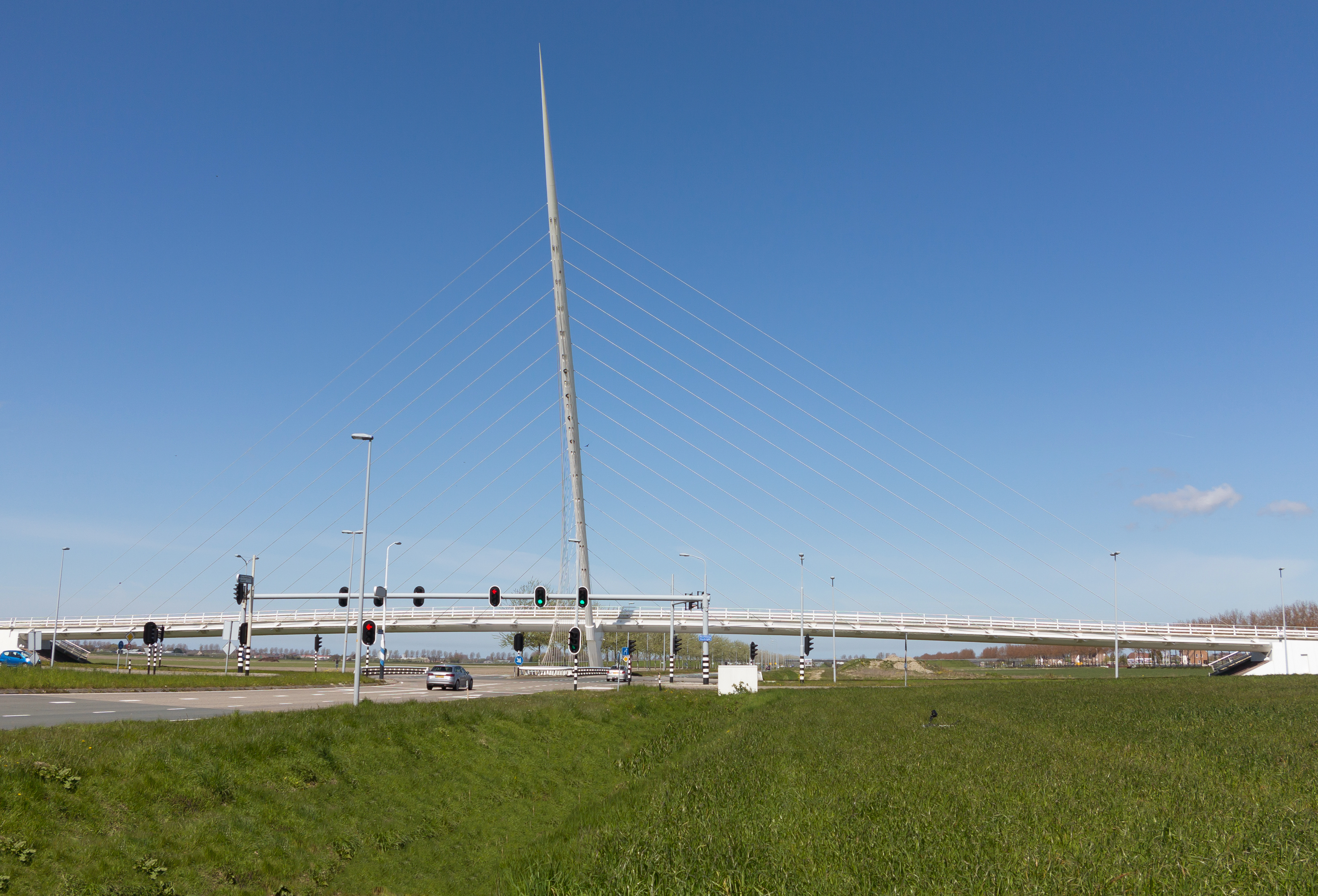
Hoofddorp, Brücke: Calatravabrug de Citer
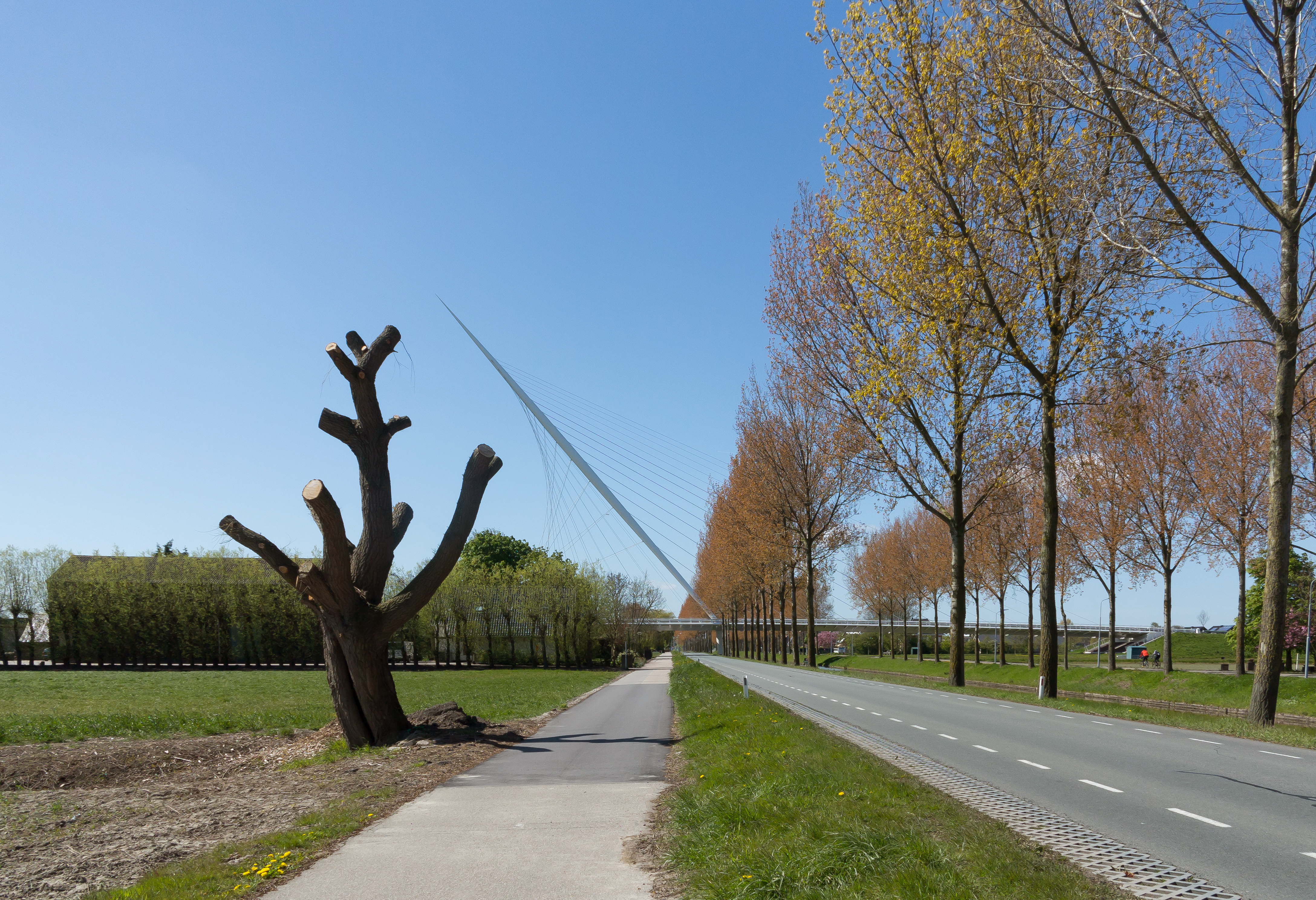
Nieuw-Vennep, Brücke: Calatravabrug de Harp
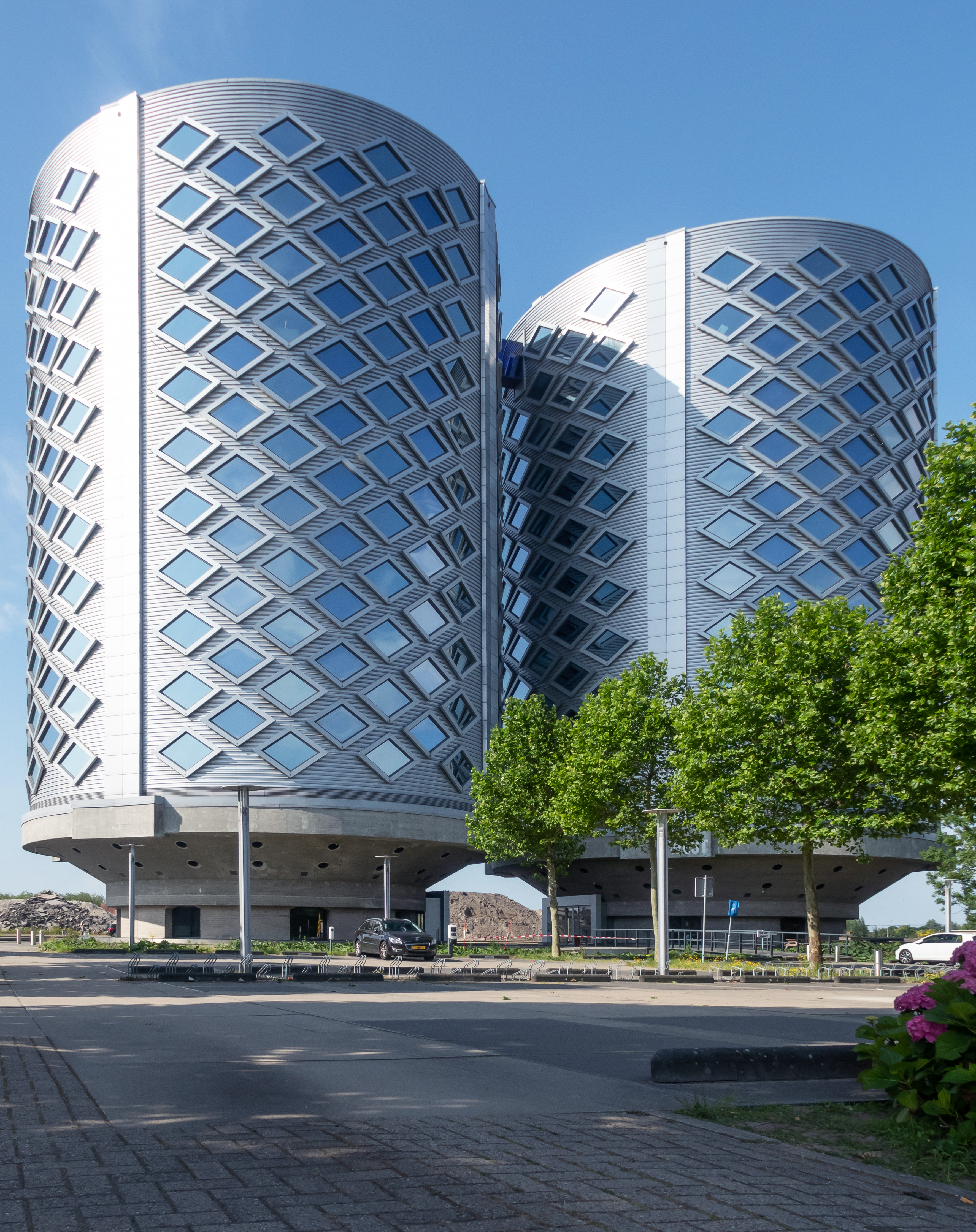
Halfweg, SugarCity Industrielle Eventlocation

## Politik
Zum 1. Januar 2019 wurde Haarlemmermeer die Gemeinde Haarlemmerliede en Spaarnwoude angegliedert. Dies ergab ein Beschluss vom 28. Juni 2016. Dafür wurde am 21. November 2018 der neue Gemeinderat gewählt. Das Wahlaufkommen war mit 35,0 % das geringste in allen Fusionsgemeinden.

### Sitzverteilung im Gemeinderat
Seit 1982 setzt sich der Gemeinderat von Haarlemmermeer wie folgt zusammen:
| Partei                              | Sitze a | Sitze a | Sitze a | Sitze a | Sitze a | Sitze a | Sitze a | Sitze a | Sitze a | Sitze a | Sitze a |
| Partei                              | 1982    | 1986    | 1990    | 1994    | 1998    | 2002    | 2006    | 2010    | 2014    | 2018    | 2022    |
| ----------------------------------- | ------- | ------- | ------- | ------- | ------- | ------- | ------- | ------- | ------- | ------- | ------- |
| VVD                                 | 13      | 12      | 9       | 9       | 12      | 9       | 10      | 10      | 7       | 7       | 8       |
| Haarlemmermeerse Actieve Politiek b | 1       | 1       | 1       | 2       | 3       | 11      | 4       | 4       | 6       | 7       | 6       |
| GroenLinks                          | –       | –       | 4       | 4       | 5       | 5       | 4       | 4       | 3       | 4       | 5       |
| D66                                 | 2       | 2       | 5       | 5       | 2       | 1       | 1       | 5       | 6       | 3       | 4       |
| CDA                                 | 11      | 12      | 11      | 8       | 7       | 8       | 7       | 5       | 5       | 5       | 3       |
| Forza! Haarlemmermeer               | –       | –       | –       | –       | –       | –       | 0       | 3       | 4       | 5       | 3       |
| PvdA                                | 5       | 8       | 5       | 5       | 6       | 4       | 8       | 4       | 4       | 3       | 3       |
| Sociaal Rechts Haarlemmermeer       | –       | –       | –       | –       | –       | –       | –       | 1       | 1       | 1       | 2       |
| ChristenUnie                        | –       | –       | –       | –       | –       | 1       | 2       | 1       | 1       | 2       | 1       |
| SGP                                 | 1       | 1       | 1       | 0       | 2       | 1       | 2       | 1       | 1       | 2       | 1       |
| GPV                                 | 1       | 1       | 1       | 1       | 2       | –       | –       | –       | –       | –       | –       |
| RPF                                 | 1       | 1       | –       | 1       | 2       | –       | –       | –       | –       | –       | –       |
| FvD                                 | –       | –       | –       | –       | –       | –       | –       | –       | –       | –       | 1       |
| BVNL                                | –       | –       | –       | –       | –       | –       | –       | –       | –       | –       | 1       |
| EEN Haarlemmermeer                  | –       | –       | –       | –       | –       | –       | –       | –       | 1       | 1       | 1       |
| GEZOND Haarlemmermeer               | –       | –       | –       | –       | –       | –       | –       | –       | –       | 1       | 1       |
| Christen-Democratische Volkspartij  | –       | –       | –       | –       | –       | –       | –       | –       | 1       | 0       | –       |
| TROTS                               | –       | –       | –       | –       | –       | –       | –       | 2       | –       | –       | –       |
| SP                                  | –       | –       | –       | 0       | –       | –       | 3       | –       | –       | –       | –       |
| Nieuw Groen ’90                     | –       | –       | 1       | 3       | 2       | –       | –       | –       | –       | –       | –       |
| Centrum Democraten                  | –       | –       | –       | 2       | 0       | –       | –       | –       | –       | –       | –       |
| Progressief Haarlemmermeer          | –       | 1       | –       | –       | –       | –       | –       | –       | –       | –       | –       |
| Groepering Zwanenburg               | 1       | 0       | –       | –       | –       | –       | –       | –       | –       | –       | –       |
| PPR                                 | 2       | –       | –       | –       | –       | –       | –       | –       | –       | –       | –       |
| PSP                                 | 2       | –       | –       | –       | –       | –       | –       | –       | –       | –       | –       |
| CPN                                 | 1       | –       | –       | –       | –       | –       | –       | –       | –       | –       | –       |
| Gesamt                              | 37      | 37      | 37      | 39      | 39      | 39      | 39      | 39      | 39      | 39      | 39      |

Anmerkungen

### Städtepartnerschaften
- Cebu City, Philippinen
- Hódmezővásárhely, Ungarn

## Persönlichkeiten

### Töchter und Söhne
- Klaas Balk (* 1948), niederländischer Radrennfahrer, geboren in Badhoevedorp
- Tom Gehrels (1925–2011), Astronom
- Arnold Meijer (1905–1965), Politiker
- Leendert van der Meulen (1937–2015), ehemaliger niederländischer Radrennfahrer und Steher-Weltmeister, geboren in Badhoevedorp